# Тиберій Клавдій Нерон (консул 202 року до н. е.)
Тиберій Клавдій Нерон (лат. Tiberius Claudius Nero; ? — після 172 до н. е.) — політичний та військовий діяч Римської республіки, консул 202 року до н. е.

## Життєпис
Походив з патриціанського роду Клавдіїв. Син Публія Клавдія Нерон та правнук Аппія Клавдія Цека (через молодшого сина останнього Тіберія Клавдія Нерона). 
Свою кар'єру розпочав під час Другої Пунічної війни. У 204 році до н. е. обрано претором. Як провінцію отримав Сардинію, звідки спрямовував харчі та зброю для римської армії, що воювала у Африці проти Карфагену.
У 202 році до н. е. його обрано консулом, разом з Марком Сервілієм Пулексом Геміном. Намагався отримати як провінцію Африку, щоб завершити війну з карфагенянами. Проте народні збори залишили це право за Публієм Корнелієм Сципіоном. разом з тим Нерон отримав право діяти в Африці, але підкорятися Сципіонові. З військом на 50 кораблях Клавдій рушив уздовж узбережжя Етрурії, Корсики та Сардинії, втім буревії завадили вчасно дістатися до Африки. Тоді відбулася битва при Замі, де переміг Корнелій Сципіон. Тому необхідність у військах Нерона відпала, який повернувся до Італії.
У 172 році до н. е. був членом посольства, яке відвідало Крит, Родос, Сирію та Єгипет. Метою його було виявлення настроїв по відношенню до Риму та укласти союзні договори проти Македонії. Подальша доля Нерона невідома.